# Ludwig Hoerner
Ludwig Hoerner (* 8. September 1919 in Liegnitz, Provinz Niederschlesien; † 27. November 2015) war ein deutscher autodidaktisch tätiger Forscher und Autor zur hannoverschen Gewerbegeschichte des 19. Jahrhunderts sowie zur Fotografiegeschichte verschiedener Städte. Er galt als einer der besten Kenner der frühen deutschen Geschichte der Fotografie und der Gewerbe im 19. Jahrhundert.

## Leben
1957 gründete Ludwig Hoerner in Hannover ein Fotofachgeschäft unter seinem Namen. Von 1957 bis 1959 war er Generalsekretär des Club Daguerre, einer Vereinigung zur Pflege der historischen Aspekte der Photographie. Seit Mitte der 1970er-Jahre forschte und publizierte er zur Geschichte und Entwicklung der Fotografie sowie zur hannoverschen Stadt- und Gewerbegeschichte.
Sein Buch Das photographische Gewerbe in Deutschland 1839–1914, das 1989 im Düsseldorfer GFW-Verlag erschien, wurde vielfach zitiert und gilt als „herausragende Darstellung der Entstehung und Entwicklung des frühen Fotomarkts“.

## Publikationen (Auswahl)
- Stadtlexikon Hannover. Herausgeber: Klaus Mlynek/Waldemar R. Röhrbein, Schlütersche Verlagsgesellschaft, Hannover 2009, ISBN 978-3-89993-662-9. (Autor von zahlreichen Einzelbeiträgen)
- Fliegende Luftmaschinen – erste Ballonaufstiege in Hannover 1783 bis 1791. In: Hannoversche Geschichtsblätter, Stadtarchiv Hannover, Neue Folge, Bd. 54, Hannover 2000, ISSN 0342-1104. (Online-Ausgabe (Memento vom 23. Dezember 2007 im Internet Archive))
- Marktwesen und Gastgewerbe im alten Hannover. Hrsg.: Landeshauptstadt Hannover, Hahn, Hannover 1999, ISBN 3-7752-5907-4.
- Agenten, Bader und Copisten. Hannoversches Gewerbe-ABC 1800–1900. Hrsg.: Hannoversche Volksbank, Reichold, Hannover 1995, ISBN 3-930459-09-4.
- Auf Wiedersehn hier und „dort“. Bühnenkünstler auf frühen Photographien. Hrsg.: Brigitta Weber/Niedersächsische Staatstheater Hannover GmbH, Revonnah-Verlag, Hannover 1994, ISBN 3-927715-43-3. (Mit: Carsten Niemann)
- Frühe Photographie in Nordhausen. Ludwig Belitski 1830–1902, prominenter Photograph und engagierter Bürger. Jonas, Marburg 1992 (= Schriftenreihe heimatgeschichtlicher Forschungen des Stadtarchivs Nordhausen, Harz, Nr. 4), ISBN 3-89445-130-0.
- Das photographische Gewerbe in Deutschland 1839–1914. GFW-Verlag, Düsseldorf 1989, ISBN 3-87258-000-0.
- Photographen-Innungen Hannover und Hildesheim (Hrsg.): Photographie und Photographen in Hannover und Hildesheim. Festschrift zum 150jährigen Geburtstag der Photographie. Bad Pyrmont 1989.
- Photographie in Gronau, Leine. Das Atelier Breiner. Geiger, Horb am Neckar 1988, ISBN 3-89264-255-9. (Mit: Günther Koch)
- Eine Fotoreise durch das alte Japan. Harenberg, Dortmund 1985 (= Die bibliophilen Taschenbücher, Nr. 455), ISBN 3-88379-455-4.
- Christmas at Hoboken. In: History of Photography: An international Quarterly. Volume 10, Number 4, October, December 1986
- Friedrich Karl Wunder (1815–1893). Hannovers erster Photograph. In: Hannoversche Geschichtsblätter, Stadtarchiv Hannover, Band 39, Hannover 1985, ISSN 0342-1104, S. 261–295.
- Hannover heute und vor 100 Jahren. Stadtgeschichte photographiert. Stadtansichten im Vergleich, was war – was blieb – was wurde. Historisches Museum am Hohen Ufer, Hannover 1982  (Ausstellungskatalog; mit: Franz Rudolf Zankl)
- Hannover – heute und vor 100 Jahren. Stadtgeschichte photographiert. Schirmer-Mosel, München 1982, ISBN 3-88814-105-2.
- Photohistorica Gottingensis. Part One: August Friedrich Karl Himly (1811–1885); Part Two: Daguerreotypy in Göttingen – Philip Petri (1800–1887). In: History of Photography: An international Quarterly. Volume 6, Nr. 1, Januar 1982, S. 59–75
- Ein königlich hannoversches „Verbrecheralbum“ von 1860/65, Hannoversche Geschichtsblätter Neue Folge, Band 34, Heft 3–4, Hannover 1980
- Hannover in frühen Photographien 1848–1910. Schirmer-Mosel, München 1979, ISBN 3-921375-44-4 (mit einem Beitrag von Franz Rudolf Zankl)
- Photohistorica Gottingensis, Part one. In: History of Photography Jg. 1982, Heft 6, S. 59–63.